# 에나미촌 (후쿠오카현)
에나미촌(江南村)은 후쿠오카현 우키하군에 설치되었던 촌이다. 현재의 우키하시에 해당한다.